# Комсомольский заповедник
Комсомо́льский госуда́рственный приро́дный запове́дник — заповедник в центральной части Хабаровского края, созданный 3 октября 1963 года.
От момента создания до 1976 года заповедник был подчинён Хабаровскому комплексному НИИ ДВНЦ АН СССР, затем в советское время — Главному управлению по охране природы, заповедникам, лесному и охотничьему хозяйствам Министерства сельского хозяйства СССР. Его площадь с 1963 по 1980 год составляла 32 206 га, затем к 1985 году увеличилась до 61 208 га, включая облесённые 43 901 га и акваторию 4423 га.
Заповедная территория занимает площадь 64 тысяч га, в том числе площадь акватории — 4488 га. Площадь охранной зоны — 9831 га.
Занимает устьевую часть реки Горин — левого притока реки Амур. Часть территории — долина реки Амур. Наивысшая точка заповедника — гора Чоккеты (789 м).

## Флора и фауна
80% площади заповедника занимают леса. Зарегистрировано 680 видов высших растений. Восемь видов растений внесены в Красную книгу России (водяной орех, тис остроконечный, венерин башмачок крупноцветковый, гастродия высокая, бородатка японская, пион обратнояйцевидный, колеантус тонкий, касатик гладкий).
Млекопитающих насчитывается 45 видов, птицы — 233 вида, около 50 видов рыб, из них 23 вида эндемичны для бассейна реки Амур. Из птиц в Красные книги занесены орлан-белохвост, белоплечий орлан, скопа, беркут, рыбный филин, дальневосточный аист, чёрный журавль, дикуша, утка-мандаринка, большой подорлик, нырок Бэра, чешуйчатый крохаль, иглоногая сова, сапсан, тетеревятник, чомга, ястребиный сарыч.